# Черкассы (аэропорт)
Международный аэропорт Черка́ссы (укр. Міжнародний аеропорт Черкаси; ИАТА: CKC, ИКАО: UKKE) — международный аэропорт, расположенный в городе Черкассы. 
С 1997 года прекратил принимать регулярные рейсы, в 2001 году был закрыт в связи с проблемами финансирования. В 2009 году получил статус международного. В 2018 году началась реконструкция взлётно-посадочной полосы аэропорта с целью возможности принятия таких воздушных судов как Boeing 737 и Airbus A320.

## История
В 1950-х годах из аэропорта выполнялись рейсы в Умань, Киев и Жашков. Пассажирские перевозки по области выполняли самолёты Ан-2 и Ан-12. Аэропорт на тот момент состоял из грунтовой полосы, здания аэровокзала и метеовышки.
В 1980-х годах аэропорт обслуживал до 80 рейсов в сутки. Принимал самолёты массой до 185,5 тонн.
В 1991—2000 годах принадлежал авиакомпании «Универсал-Авиа», а в 2002 году аэропорт был передан властям города.
В 1992 году число рейсов резко сократилось. Из более чем 1,5 тысячи сотрудников значительная часть была уволена.
В 1997 году прекратил принимать регулярные рейсы, с 2001 года аэропорт был закрыт из-за проблем финансирования.
В марте 2007 года аэропорт получил новый сертификат и 7 мая того же года возобновил свою работу. В 2007—2009 годах была проведена частичная реконструкция здания аэропорта и ВПП.
22 мая 2009 года Кабинет Министров Украины присвоил коммунальному предприятию «Аэропорт Черкассы» статус международного. В конце 2009 года велись работы по созданию и открытию пропускного пограничного пункта. Подписан договор о сотрудничестве с украинской авиакомпанией «Урга». Планировалось открытие маршрутов в страны Западной Европы, страны СНГ, Сирию, Египет и в другие страны мира.
По состоянию на 2011 год аэропорт не функционировал. Вероятной причиной этого являлась близость аэропорта Борисполь, который находился в 200 км от города. Аэропорт Черкассы на тот момент являлся запасным на случай непредвиденных ситуаций и плохих погодных условий в «Борисполе».
В 2016 году была разработана новая программа по восстановлению аэропортов Украины, согласно которой «Черкассы» передаётся Министерству инфраструктуры Украины и будет принадлежать Черкасскому областному совету. На его реконструкцию выделили 90 млн гривен из государственного бюджета, 10 млн из бюджета Министерства инфраструктуры и 500 тысяч из областного бюджета.
С 2018 года ведутся ремонтные работы по реконструкции взлётно-посадочной полосы, а также по реконструкции пассажирского терминала. В августе того же года проходили землемерные и геодезические работы.
24 ноября 2021 года аэропорт получил сертификат эксплуатации.

## Технические данные
Аэропорт Черкассы имеет одну асфальтобетонную взлётно-посадочную полосу 14/32 длиной в 2500 метров, и одну грунтовую полосу длиной в 2500 метров. Способен принимать любые типы самолётов массой до 185,5 тонн.

## Терминалы

### Новый терминал
24 февраля 1986 года был открыт новый аэровокзал аэропорта. Открытие было приурочено к XXVII съезду КПСС. Пропускная способность терминала — 220 тысяч пассажиров в год. В центральном зале расположено панно: на нём изображены авиаконструкторы братья Касяненко.

### Старый терминал

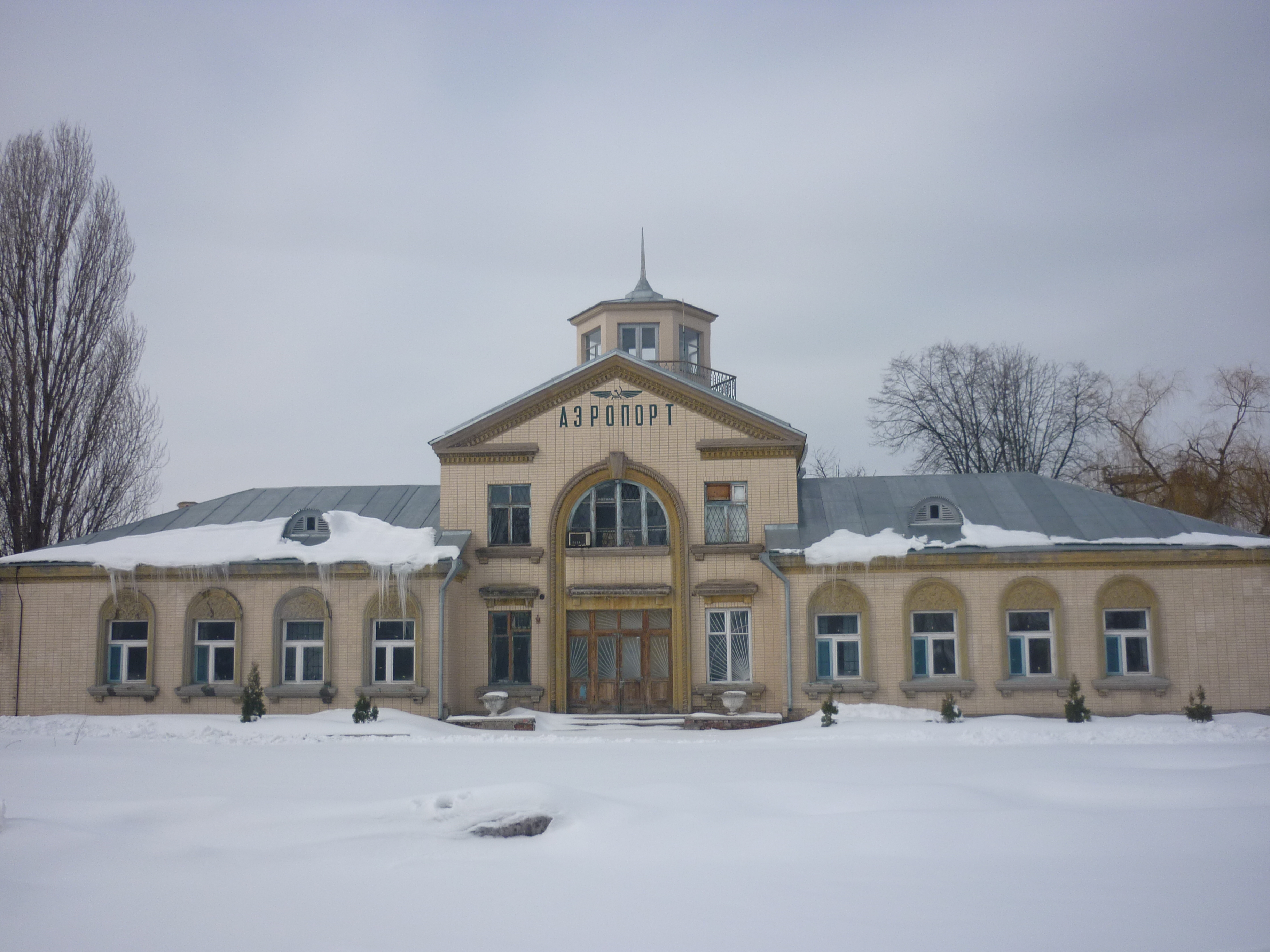
Старый терминал